# Histoire des Alpes-Maritimes
Le territoire correspondant à l'actuel département des Alpes-Maritimes a connu, en raison de sa position frontalière, une histoire politique complexe. Si la partie occidentale du département, l’actuel arrondissement de Grasse, a toujours appartenu à la Provence, sa partie orientale, le comté de Nice, en a été détaché en 1388, date à laquelle elle passe sous la souveraineté des princes de Savoie, puis du royaume de Sardaigne.
Les deux parties du département connaissent alors des évolutions différentes, jusqu'à l'annexion du comté de Nice à la France, en 1860, et la création de l'actuel département des Alpes-Maritimes qui constitue, d'une certaine manière, une réunification de la Provence orientale.

## Préhistoire
Plusieurs sites témoignent d'occupations à l'époque préhistorique. La grotte du Vallonnet, à Roquebrune-Cap-Martin, est un des plus anciens habitats connus en Europe. Il s'agit d'un refuge de petites dimensions, vieux de 950 000 à 900 000 ans. Le site de Terra Amata, à Nice, est vieux de 450 000 à 380 000 ans. Il s'agissait d'un campement de chasseurs. La grotte du Prince, à Vintimille, contenait un os daté entre 280 000 et 240 000 ans, découvert en 1968. La grotte de l'Observatoire, à Monaco, a révélé des outils et des ossements d'animaux.
La grotte du Lazaret, à Nice, était un habitat de chasseurs, il y a entre 200 000 et 100 000 ans. On y a trouvé des ossements humains. Le grotte de Pie-Lombard, à Tourrettes-sur-Loup, contient des sépultures vieilles de 50 000 ans. Les grottes de Grimaldi, à Vintimille, ont livré un squelette, celui de « la dame de Cavillon » dans la grotte du même nom, anciennement appelée « homme de Menton », et neuf squelettes humains, vieux de 20 000 ans, et des statuettes féminines, dans la grotte des Enfants. Un squelette d'homme, entouré d'objets de céramiques et de débris d'animaux domestiques et datant du Néolithique, a été découvert en 1955 à Castellar, au nord de Menton.
À la fin de la Préhistoire, les populations descendant de ces tribus néolithiques, les Ligures, sont installées entre le Rhône et la plaine du Pô et dans les Alpes. On distingue parmi eux plusieurs groupes, dont les Oxybiens et les Décéates sur la rive droite du Var, les Védiantiens sur la rive gauche. Ces populations ont laissé les gravures rupestres du mont Bego, réalisés entre 1700 et 1900 av. J.-C., et qui représentent des animaux, des armes, des outils et des enclos. Elles ont également réalisé les castellaras, des enceintes de gros blocs, réalisées aux VIIIe et VIIe siècle av. J.-C. Au nombre de 300, il s'agissait surement d'enclos pour la protection du bétail et de refuges temporaires. On les trouve surtout dans la région de Grasse, en fait Magagnosc,et de Saint-Vallier.

## Antiquité

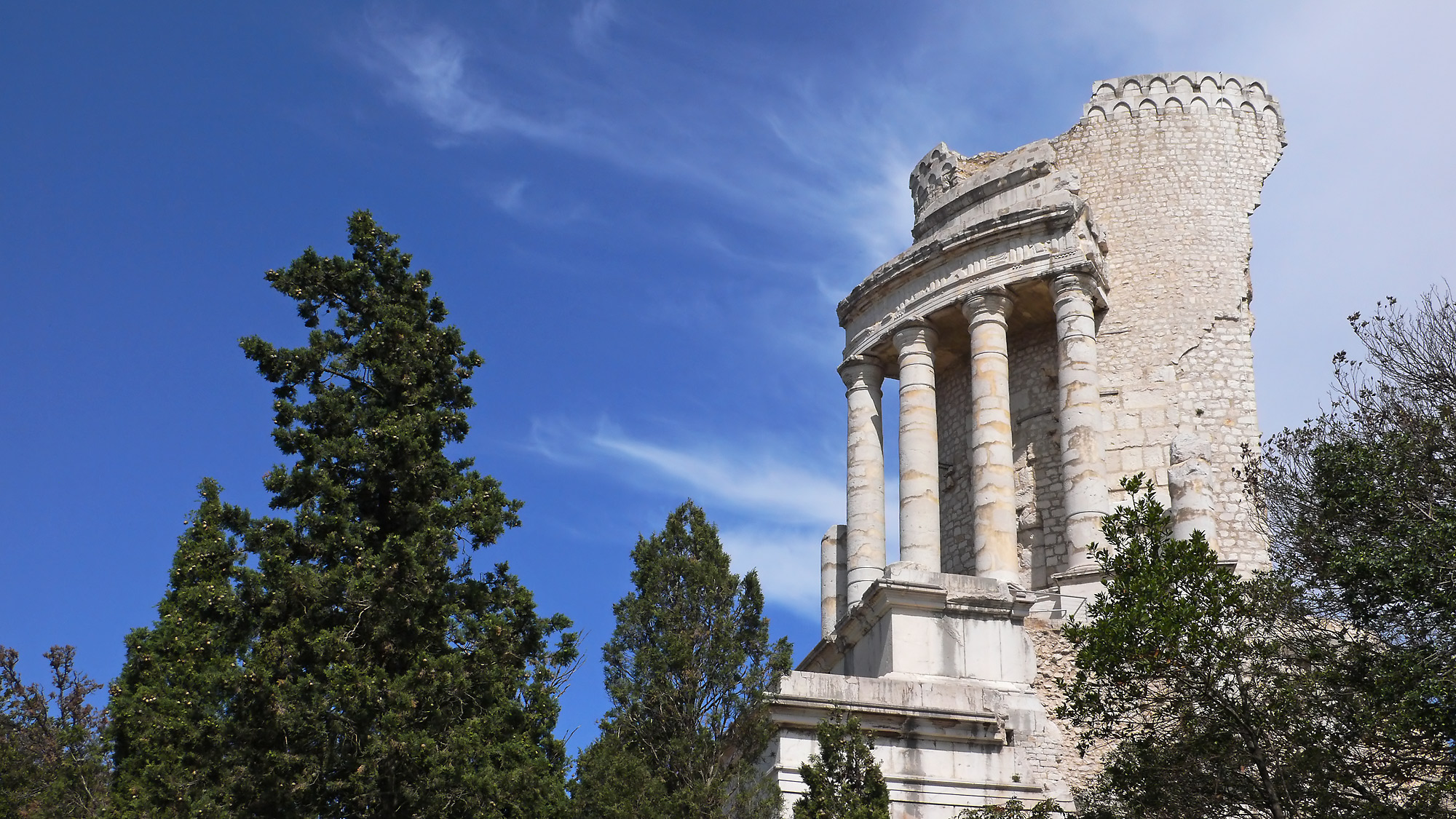
Le trophée des Alpes à La Turbie

Les Grecs de Marseille fondent Nice (Nikaïa), sur la colline du château, et Antibes (Antipolis). L'activité économique de Nice est faible. Le rôle commercial d’Antibes, en revanche, est plus important. La route maritimes des Massaliotes longe la côte jusqu’à Antibes puis rejoint la Corse. Un nombre important d’épaves ont été retrouvées au large du Cap d'Antibes. Nice et Antibes appartiennent à Marseille.
En 154 av. J.-C., les Marseillais demandent aux Romains, auxquels ils sont alliés, d'intervenir contre les Oxybiens et les Décéates, qui ont attaqué Nice et Antibes. Les Romains remportent la victoire à Aegitna (entre la Siagne et le Var). En 125 av. J.-C., les Marseillais redemandent aux Romains d'intervenir, cette fois contre des Ligures qui attaquent Marseille. Les Romains ne partent pas et s'installent dans le sud-est de la Gaule pour contrôler les relations terrestres entre l'Italie et l'Espagne. En 117 av. J.-C., ils annexent la Gaule du sud-est, qui devient la Narbonnaise, première province romaine de Gaule, correspondant à la Provence et au Languedoc.
Les Alpes sont pacifiées à la fin du Ier siècle av. J.-C. L'empereur Auguste impose l'autorité romaine aux peuples alpestres entre 25 et 13 av. J.-C. Le trophée de La Turbie (trophée des Alpes) est élevé en 6 av. J.-C., en l'honneur d'Auguste, pacificateur des Alpes. Il marque la frontière entre l'Italie et la Gaule.
La province des Alpes-Maritimes, enfin, est créée en 7 av. J.-C. C'est une province militaire, placée directement sous la dépendance de l'empereur. La ville de Cemenelum (Cimiez), fondée en 13 av. J.-C., en devient la capitale.
La province est traversée par la via Julia Augusta, une voie romaine qui relie l'Italie et l'Espagne et qui joue un rôle militaire et commercial important. Elle passe par Vence, Cemenelum, La Turbie et Vintimille.
Cemenelum, située sur un plateau d'une centaine de mètres à 3 km au nord de Nice, est une garnison militaire. L'amphithéâtre date du IIe siècle apr. J.-C. et les trois thermes du IIIe siècle apr. J.-C. À la fin du IIIe siècle, Cemenelum est remplacée par Embrun comme capitale de la province des Alpes-Maritimes et tombe en décadence. Elle connaît cependant une courte renaissance au début du Ve siècle, avec l'installation d'un évêque (de 439 à 465). Les thermes de l'ouest sont alors transformés en un ensemble paléo-chrétien.
Nice est alors un petit port grec, situé à l'écart de Cimiez et de la via Julia Augusta. Une présence chrétienne y est attestée en 314. Antibes est un port de commerce plutôt dynamique.

## Moyen Âge

### Ve–Xesiècles

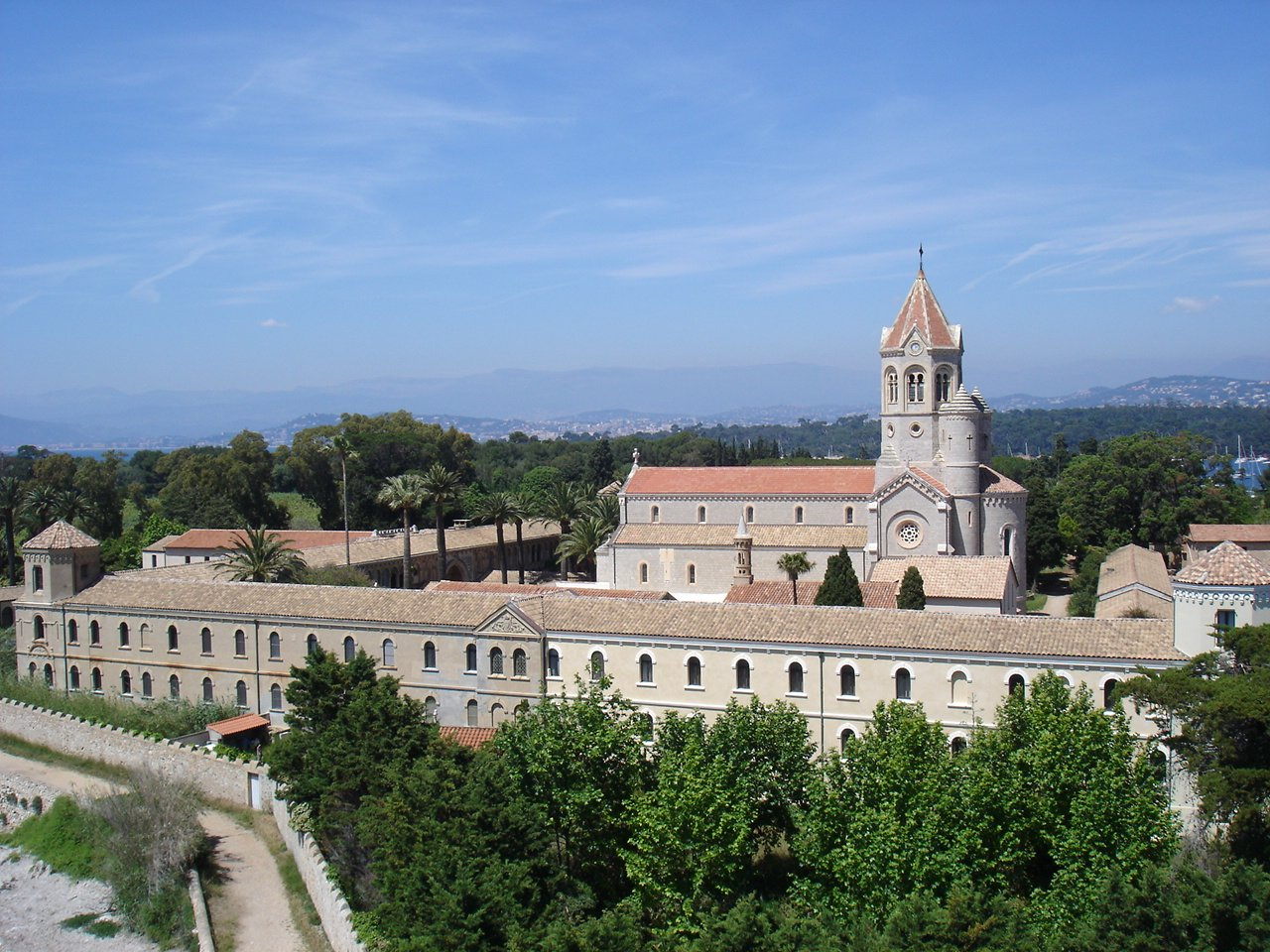
Le monastère de l'île Saint-Honorat

Cimiez disparaît peu de temps après le chute de l'Empire romain. Au VIe siècle, ses habitants se réfugient à Nice. À cause des incursions sarrasines, les habitants du littoral se réfugient dans l'arrière-pays. La situation s'aggrave à la fin du IXe siècle, avec l'installation des Sarrasins à Fraxinet. La présence d'habitants est cependant attestée à Antibes et à Vence.
Avec le traité de Verdun (843), la Provence se trouve en Francie médiane. À la fin du IXe siècle, un royaume de Bourgogne-Provence se forme puis se divise en États pratiquement indépendants : Savoie, Dauphiné et Provence. En 949, le roi de Bourgogne nomme Boson comte de Provence. En 962, le pape couronne empereur le roi de Germanie, Othon le Grand. Le nouvel empire, le Saint-Empire romain germanique, comprend l'Allemagne et une grande partie de la Francie médiane, dont la Provence.
En 973, le comte de Provence Guillaume, fils de Boson, chasse les Sarrasins du massif des Maures.
La vie religieuse est active. En 410, saint Honorat fonde le monastère de Lérins, qui demeure important pendant deux siècles environ. Césaire, moine de Lérins et évêque d’Arles en 602-642, était un théologien assez important. Le monastère est détruit par les Sarrasins vers 732, mais reconstruit deux cents ans plus tard. Grégoire de Tours mentionne par ailleurs la présence d’un ermite, saint Hospice, au cap Ferrat, à la fin du VIe siècle. Saint Pons, enfin, fonde le couvent qui porte son nom à Nice (abbaye Saint-Pons de Nice), au VIIIe ou au IXe siècle. Le monastère possédait beaucoup de terres à Nice et a joué un rôle important dans l’histoire de la ville.

### XIe–XIIIesiècle

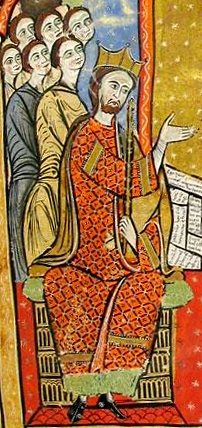
Le comte de Provence Alphonse Ier - miniature du Liber feudorum maior

Au XIIe siècle, Nice est l'objet d'une lutte d'influence entre la Provence, à laquelle elle appartient, et la république de Gênes. En 1130, Gênes implante des comptoirs dans le comté de Vintimille. Un accord est ensuite conclu entre Nice et Gênes en 1162 et, en 1166, le comte de Provence Raymond Berenger III trouve la mort en assiégeant Nice, qui s'était révoltée. En 1171, Grasse signe un accord commercial avec Gênes, tandis que Nice, en 1176, en signe un avec le comte de Provence Alphonse Ier. En 1191, les Génois obtiennent de l'empereur la suzeraineté de Monaco. En 1213, Nice se rapproche à nouveau de Gênes et, en 1215, les Génois s'installent de façon permanente à Monaco. En 1229, enfin, Raymond Berenger V prend Nice et met fin à la présence génoise dans la ville.
Au XIe siècle, le départ des Sarrasins permet un accroissement de la population. Nice se développe. En 1049, l'autel majeur de la cathédrale Sainte-Marie est consacré. L'évêque détient alors la majorité des pouvoirs sur la ville et ses environs mais, au XIIe siècle il les perd progressivement. Ils passent alors à la communauté urbaine. Antibes est le siège d'un évêché (transféré à Grasse en 1244), Cannes appartient à l'abbaye de Lérins. Des communautés d'habitants apparaissent dans l'arrière-pays, comme Peille ou Puget-Théniers. Une forte communauté juive, ou "juiverie", est attestée à Grasse depuis sa création vers l'an mille et restera importante jusqu'au XVIe siècle. Les échanges entre Sarrasins et population locales semblent avoir été très importants et ne s'être pas réduits à des faits militaires. Les plantations de fleurs, les méthodes de tannage, l'introduction de nouveaux épices dans la cuisine provençale et parfums, en sont sans doute aussi les conséquences. De même que les instruments de musique communs à toute l'Occitanie, Provence et Catalogne méditerranéennes (en particulier fifres et tambourins)[réf. nécessaire].
Le XIIe siècle est celui de l'autonomie communale, avec les consulats. Une ville de consulat est une sorte de petite république urbaine. Des consuls, élus par les habitants, dirigent la ville. En Provence orientale, Grasse, Nice et Peille sont des villes de consulat. Antibes, en revanche, reste soumise à l'autorité de son évêque. En 1176, le comte de Provence Alphonse Ier et les consuls de Nice signent un traité important : le comte confirme la libre élection et la juridiction des consuls. En échange, la ville doit s'acquitter d'un certain nombre de droits et reconnaît son autorité. Nice continue à se développer. La ville s'étend sur les replats sud et nord de la colline, à l'intérieur de remparts.

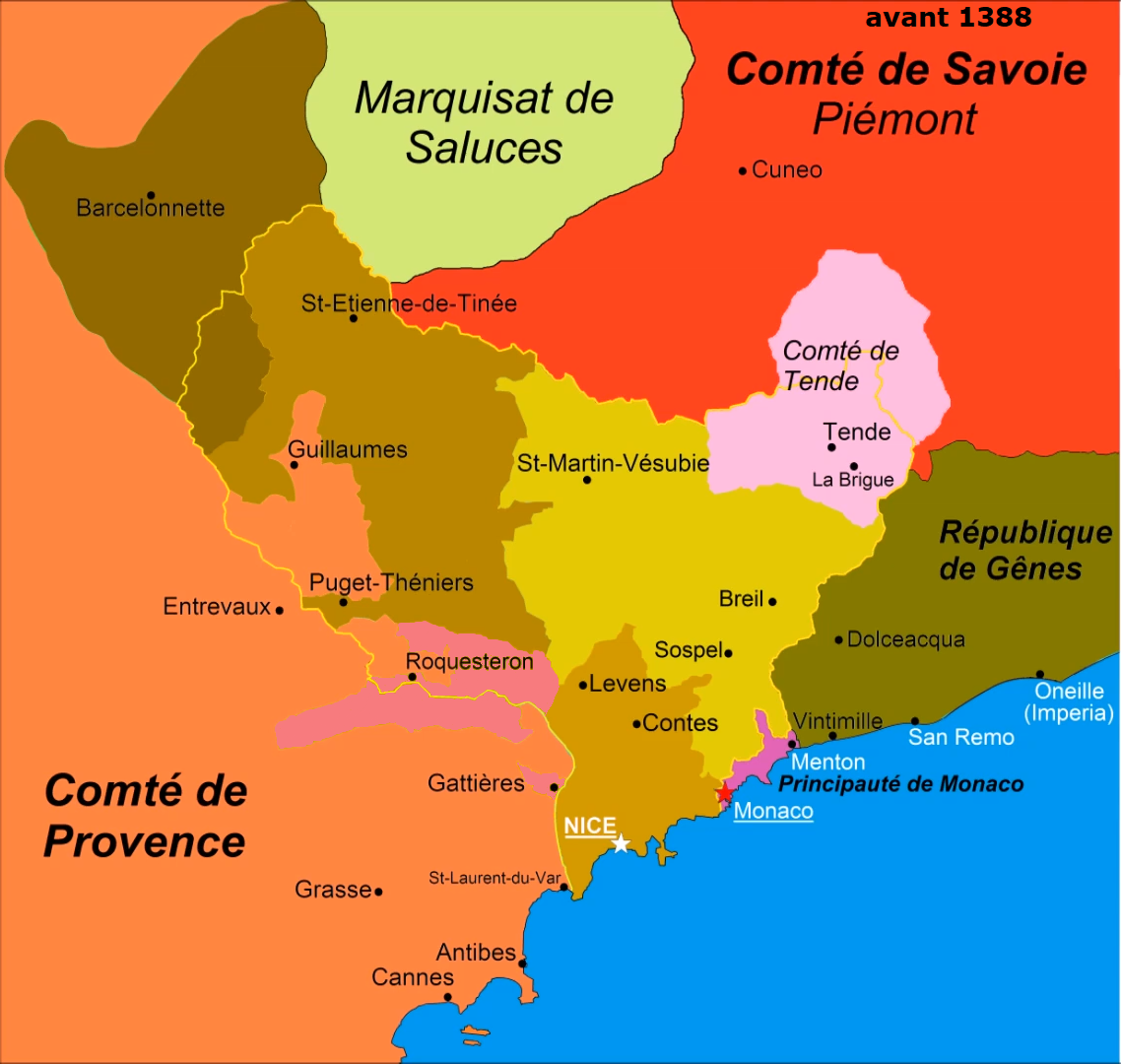
Les territoires au moment de la dédition en 1388
viguerie de Nice
val de Lantosque
viguerie de Puget-Théniers
viguerie de Barcelonnette
baillie de Villeneuve

Raymond-Berenger réimpose son autorité à la Provence orientale au XIIIe siècle. En 1227, il assiège Grasse et abolit le consulat. En 1229, il prend Nice, qui perd ces franchises politiques. Une nouvelle administration est mise en place : le viguier assume les pouvoirs détenus auparavant par les consuls. Il représente le comte. En 1258, Charles Ier d'Anjou démembre la baillie d'outre-Siagne, qui englobait la Provence orientale et dont Nice était le chef-lieu, qui fut réduit approximativement aux limites de l'actuel arrondissement de Grasse. La ville se trouve à la tête d'une simple viguerie. Elle poursuit néanmoins son essor. Un arsenal et un chantier naval sont créés en 1249. Le port de Villefranche est fondé en 1295. De nouveaux quartiers se forment, au-delà de l'enceinte du XIIe siècle, entre le côté ouest de la colline, la mer et le Paillon.
La Provence s'étend vers l'est. En 1258, Charles Ier d'Anjou achète plusieurs communes au comte de Vintimille, dont Sospel, Breil et Saorge. Sospel devient chef-lieu de viguerie. Les comtes de Vintimille gardent le nord de leurs États et prennent le titre de comtes de Tende. Le sud de l'ancien comté de Vintimille est placé sous l'influence de Gênes.
La seigneurie de Monaco connaît des changements importants. Monaco est acquise par Gênes en 1191. En 1215, les Génois construisent un château sur le rocher. En 1241, un traité est signé avec la Provence. Il définit la frontière de la seigneurie à l'ouest. Le territoire de Monaco appartient ensuite aux Grimaldi, une riche famille de Gênes, de 1297 à 1301, de 1331 à 1337, puis à partir de 1419. Au XIVe siècle, Menton et Roquebrune, qui étaient tenues par Gênes, sont incluses dans la seigneurie de Monaco.

### XIVe–XVesiècles

Les armes de la maison de Savoie

Au XIVe siècle, la ville de Nice est composée de deux agglomérations distinctes. La ville basse est celle des négociants, des artisans et des ouvriers. La ville haute abrite des clercs et des notables. Les deux villes sont entourées de remparts et communiquent par trois portes. Leurs rapports sont parfois conflictuels. La seconde moitié du XIVe siècle est une période de crise. Les grandes compagnies, des bandes de soldats qui, pendant la paix, se transforment en brigands, sont chassées de France et envahissent la Provence. Nice est isolée du reste de la Provence. La peste noire sévit ensuite, de 1348 à 1353.
Le comte de Savoie, au même moment, mène une politique d'expansion vers le sud. Amédée VI, dit le comte vert, obtient du comte de Provence Louis Ier la partie angevine du Piémont. Son successeur, Amédée VII, le comte rouge, achète, en 1385, Coni et le Val de Stura.
Après la mort de la reine Jeanne, des guerres de succession ont lieu en Provence de 1382 à 1388, entre Charles de Duras (de Naples) et Louis d'Anjou. La Provence se déclare pour Louis d'Anjou, mais la Provence orientale est divisée. Le seigneur de Beuil, Jean Grimaldi, joue un rôle décisif. Nommé gouverneur des régions de Provence par Charles de Duras, il le trahit et s'entend avec le comte de Savoie. En août 1388, il s'engage à donner au comte de Savoie la viguerie de Nice, celle de Vintimille et du Val de Lantosque, celle de Puget-Théniers et la baillie de Barcelonnette. En septembre 1388, Amédée VII est accueilli à Barcelonnette, Saint-Étienne-de-Tinée, Saint-Martin-Vésubie, L'Escarène et Nice. Il signe un accord avec les syndics de Nice. En octobre, il reçoit des délégués des villages des vallées de la Vésubie et de la Tinée. Toutes ces communes se donnent à lui. Entrevaux, Guillaumes et Daluis, en revanche, refusent et restent en Provence. En novembre 1391, les syndics de Nice prêtent hommage au comte de Savoie.
À la suite de la dédition, Nice devient le débouché méditerranéen de la Savoie. Elle devient également la capitale administrative d'un petit territoire. Les régions détachées de la Provence sont groupées sous une même administration : le gouverneur de la cité de Nice et du pays de Provence, le receveur général des finances et le juge-mage. En 1526, les "terres neuves de Provence" deviennent le "comté de Nice". Le terme "comté" a un sens administratif - contado - et non féodal.
Les comtes de Savoie renforcent leur autorité. Amédée VIII de Savoie réprime plusieurs troubles entre 1395 et 1400. Les seigneurs favorables à la Provence s'exilent. Le souverain de Savoie créé une nouvelle noblesse. En 1419, le comte de Provence Louis III d'Anjou renonce à revendiquer la région de Nice et reconnaît à la Savoie ses droits sur la ville.
Les terres neuves de Provence sont organisées en quatre vigueries : Nice, Sospel (comté de Vintimille et Val de Lantosque), Barcelonnette et Puget-Théniers. Le baron de Beuil rend hommage à la Savoie et conserve une autonomie judiciaire et administrative. En 1406, le comte de Savoie s'installe à La Brigue et se fait reconnaître par les comtes de Tende. En 1524, la marquisat de Dolceaqua passe sous le suzeraineté du duc de Savoie.

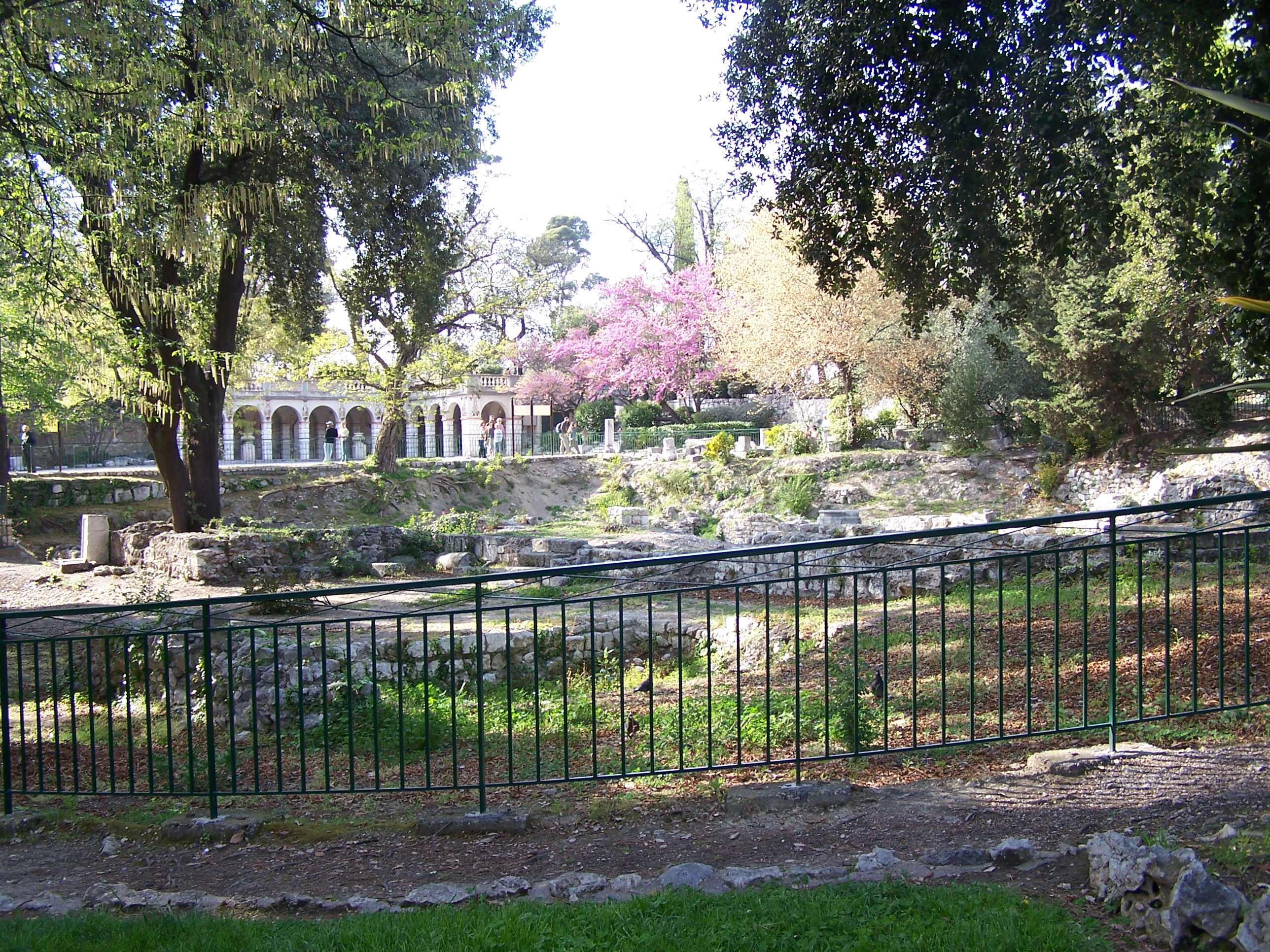
Les vestiges de la cathédrale du château de Nice

Amédée VIII décide de faire de la colline de Nice une place-forte militaire. Les travaux commencent en 1435. La ville haute est remplacée par une forteresse. La ville basse est entourée de murailles fortifiées.
Dans la région de Grasse et d'Antibes, les troubles et les épidémies des XIVe et XVe siècles font de certaines paroisses des "lieux inhabités". C'est le cas de La Gaude, Opio ou Pégomas. À la fin des XVe siècle, des "actes d'habitation" sont promulgués pour attirer de nouveaux habitants, venant de Ligurie et du Piémont. Le repeuplement commence à La Napoule en 1461. Saint-Laurent en 1468, Biot en 1470, Vallauris en 1506 et Valbonne en 1519, sont repeuplés de la même façon.
En 1481, le comte Charles III de Provence meurt sans héritier et lègue la Provence à Louis XI. Le 15 janvier 1482, les États de Provence votent le statut qui unit le comté à la France. La Provence devient française.
La Var devient une frontière entre la France et la Savoie, à l'exception de Gattières sur la rive droite du fleuve. Aucun pont permanent n'est construit sur le fleuve jusqu'au XVIIIe siècle. Le système défensif d'Antibes et celui de Nice sont renforcés.
Cette période est également très riche sur le plan artistique, avec Jean Miralhet, Jacques Durandi, Jean Canavesio  et Louis Bréa.

## Époque moderne (XVIe–XVIIIesiècles)

### LeXVIesiècle

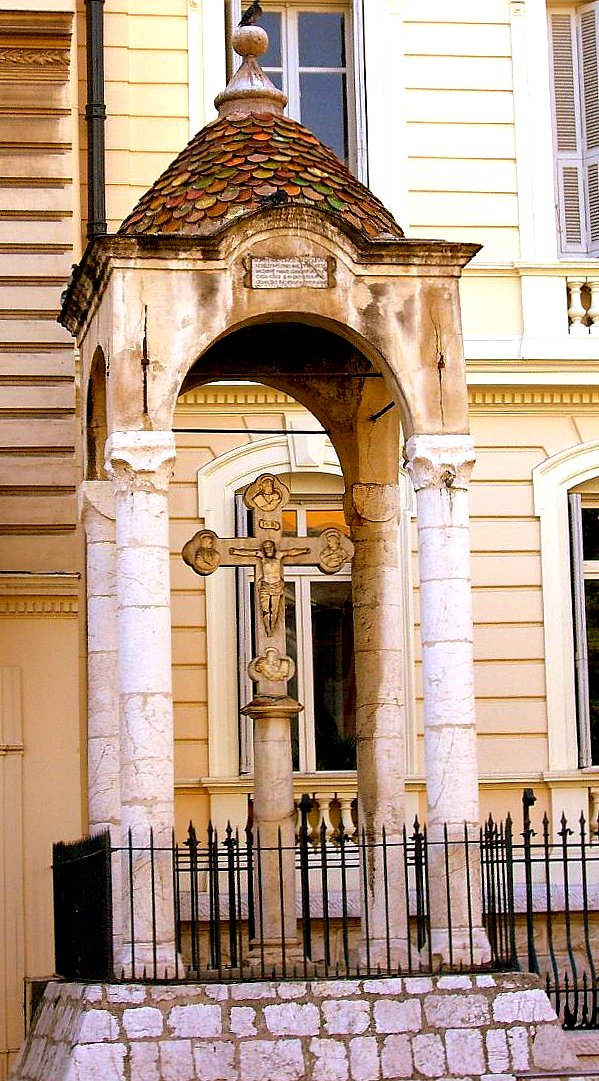
La Croix de Marbre à Nice

Au XVIe siècle, Nice est entrainée dans la guerre qui oppose François Ier puis Henri II à l'empereur Charles Quint. Le règne de Charles III est un des plus difficiles de la Savoie : le duc perd tous ses états, sauf Nice.
En 1524, Charles III, oncle de François Ier et beau-frère de Charles Quint, essaie de rester neutre. En juillet-octobre, les troupes de Charles Quint envahissent la Provence. Venant de Gênes, elles passent par Nice. Saint-Laurent, Villeneuve-Loubet, Antibes et Grasse se soumettent. L'armée de l'empereur échoue cependant devant Marseille. Aussitôt après, les troupes françaises prennent Nice et la pillent. La guerre se termine par la défaite de François Ier à Pavie, en 1525.
En 1536, François Ier attaque la Savoie. Il envahit la Bresse et la Savoie puis prend Turin. Il ne reste plus à Charles III que Nice, qui gagne le surnom de « Très Fidèle » (Nissa Fidelissima). L'armée de Charles Quint envahit la Provence. En 1538, Nice est choisi pour un « congrès » entre le pape Paul III, François Ier et Charles Quint. Les deux souverains signent une trêve de dix ans, qui ne dure pas. La croix de Marbre, à Nice, rue de France, a été élevée en 1568 pour commémorer le souvenir du séjour du pape et celui du congrès.
La guerre reprend en 1542, à l'initiative de François Ier. Jean-Baptiste Grimaldi, d'Ascros, qui est au service du roi de France, pille les villages de la Vésubie et de la Tinée, brûle le château d'Entraunes, avant d'obtenir la soumission de Coaraze, Bonson, Gilette et Tourette-Revest.
François Ier ayant fait alliance avec le sultan ottoman Soliman le Magnifique, Nice est assiégée en juin 1543 par les Français (sur terre) et les Ottomans (sur mer). La ville est bombardée à partir du mois d'août. C'est à ce moment que se situe l'histoire légendaire de Catherine Ségurane. Le 23, la ville basse se rend. La forteresse continue à résister jusqu'à l'arrivée des troupes du duc de Savoie Charles III, le 9 septembre 1543, qui délivre les Niçois en provoquant le départ précipité de l'armée franco-turque. En 1544, François Ier renonce à ses prétentions sur le comté de Nice (traité de Crépy en Valois). En 1559, par le traité de Cateau-Cambrésis, le duc de Savoie Emmanuel-Philibert retrouve les territoires perdus par son père : la Savoie, le Piémont, le Bugey et la Bresse.

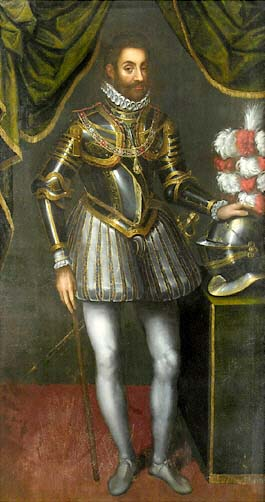
Le duc de Savoie Emmanuel-Philibert

Emmanuel-Philibert renforce les défenses du château de Nice. Il fait construire la citadelle de Villefranche-sur-Mer (1557) et le fort du mont Alban (1560). Il installe également des forts pour assurer la sécurité sur le littoral contre les pirates. Il fait enfin bâtir la forteresse de Saorge, qui ferme la vallée de la Roya. En 1576, Emmanuel-Philibert achète le port d'Oneille. En 1579, le comté de Tende est rattaché au comté de Nice. En 1593, le duc Charles Emmanuel Ier ordonne la construction d'une route de Turin à Nice par Tende.
Les rois de France améliorent le système défensif d'Antibes. Le Fort Carré est terminé vers 1588. Ses bastions entourent un élément plus ancien, la tour Saint-Laurent, achevée sous Henri II.
La réforme protestante ne touche pas le comté de Nice, mais elle gagne la Provence. De petites communautés existent à Antibes et à Grasse. L'arrivée d'Henri IV sur le trône entraîne la Provence dans les guerres de religion. En novembre 1589, Grasse, qui a affirmé sa fidélité à Henri IV, est assiégée puis occupée par les ligueurs, qui demandent une aide au duc de Savoie Charles-Emmanuel Ier. Ce dernier intervient en 1590. Il occupe Antibes, Saint-Paul, Grasse, Cannes et prend Aix-en-Provence. Le Parlement de Provence lui donne le titre de "protecteur".
Les Français rejettent les Savoyards en 1591 et envahissent le comté de Nice par le nord (Entraunes, Saint-Étienne-de-Tinée, Isola). Ils sont arrêtés à Saint-Martin-du-Var et Aspremont par Annibal Grimaldi, comte de Beuil et gouverneur de Nice. De 1592 à 1595, les Savoyards occupent à nouveau Grasse et Vence. L'abjuration d'Henri IV et la nomination du duc de Guise, qui est ligueur, comme gouverneur de Provence poussent cependant Charles-Emmanuel Ier à se retirer.

### LeXVIIesiècle
En 1600, Henri IV envahit la Savoie pendant que le duc de Guise attaque Nice, qui résiste. En 1601, par le traité de Lyon, Henri IV reconnaît à la Savoie le marquisat de Saluces et obtient en échange la Bresse, le Bugey et le pays de Gex.
Au XVIIe siècle, Nice est touchée par les réformes mises en place en Savoie. Un collège secondaire, confié aux Jésuites, est créé en 1605. Un port franc, à Nice et Villefranche, est institué en 1612. Le Consulat de la mer est créé en 1616 et le Sénat de Nice est instauré en 1614. Nice devient une ville de juristes.
Le comte de Beuil Annibal Grimaldi, gouverneur de Nice, trahit le duc de Savoie. Il est condamné à mort et exécuté en janvier 1621. Ses forteresses sont rasées et ses terres sont distribuées à la nouvelle noblesse niçoise. Le comté de Beuil disparaît.
La guerre reprend entre la France et la Savoie à cause de la succession du duché de Montferrat. Les Français occupe la Savoie et envahissent la campagne niçoise en 1629. La paix est signée en 1631. Des Espagnols, venus aider la Savoie, restent à Nice et à Villefranche pendant 12 ans.
En 1635, alors que la France est impliquée dans la guerre de Trente Ans, la flotte espagnole attaque les garnisons de Sainte-Marguerite et de Saint-Honorat, qui se rendent. En 1637, les Français attaquent les Espagnols et reprennent les îles de Lérins.
Honoré II, premier seigneur de Monaco à porter le titre de prince, fait alliance avec la France en 1641. Par le Traité de Péronne du 14 septembre 1641, il substitue le protectorat de la France à celui de l'Espagne, jugé trop pesant.
L'art baroque religieux se développe particulièrement dans le comté de Nice au XVIIe siècle. La construction de nombreuses églises à Nice s'explique par la multiplication des ordres religieux et le dynamisme des confréries de pénitents. On peut citer, à Nice, l'église Saint-Jacques, dite du Gesu, construite par les Jésuites de 1605 à 1640 ; l'église Saint-Martin-Saint-Augustin, à la fin du XVIIe siècle ; la cathédrale Sainte-Réparate, rebâtie en 1650 et consacrée en 1699. On peut citer aussi l'église Saint-Michel de Menton (1619-1675) et l'église Saint-Michel de Sospel (1641). Le palais Lascaris, à Nice, construit à partir de 1650, est représentatif de l'art baroque civil.
De 1688 à 1713, la guerre reprend entre la France et la Savoie. Victor-Amédée II mène une politique anti-française. Il obtient la Sicile en 1713 et l'échange contre le royaume de Sardaigne en 1720.
Les défense d'Antibes sont renforcées sous Louis XIV. D'importantes murailles, détruites à la fin du XIXe siècle, sont construites autour de la ville. Les ouvrages sont réalisés par l'ingénieur Niquet. Le bastion Saint-André, qui abrite aujourd'hui le musée d'archéologie, est achevé en 1700.
En 1691, les troupes françaises dirigées par Nicolas de Catinat s'emparent des citadelles de Villefranche, du Mont-Alban et de Saint-Hospice. La ville de Nice se rend sans combattre mais le château résiste. Il est bombardé et le donjon, qui abritait le magasin à poudre, explose. Le château capitule. Les troupes françaises font ensuite la conquête du comté de Nice. Sospel se rend et la forteresse de Saorge capitule. Le comté est entièrement occupé par les Français. En 1696, par le traité de Turin, Louis XIV rend cependant toutes ses conquêtes à Victor Amédée II, qui fait réparer le château de Nice.

### LeXVIIIesiècle
La guerre reprend en 1705. Les troupes françaises reprennent Nice mais le château résiste. Il est bombardé et capitule en janvier 1706. Louis XIV fait alors raser l'ensemble du château et des fortifications qui entourent la ville basse, ainsi que les forteresses de Saint-Hospice et de La Turbie. Le fort du mont Alban et la citadelle de Villefranche sont épargnés. Le comté de Nice est occupé jusqu'à Sospel mais la vallée de la Roya, défendue par le fort de Saorge, résiste.
En 1707, Victor Amédée II lance une contre-offensive. Il reprend Nice. Antibes est bombardée mais résiste. La campagne antiboise subit des pertes importantes : Biot est pillée et incendiée, une centaine de personnes sont massacrées dans l'église de Vallauris. Victor Amédée II est arrêté devant Toulon et bat en retraite. Le comté de Nice est à nouveau occupé par les troupes françaises jusqu'à Sospel. L'hiver 1708-1709 est très rigoureux et le gouverneur français de Nice procède à des distributions quotidiennes de pain aux habitants. Le traité d'Utrecht, en 1713, rend à la Savoie tous les territoires occupés dans le comté de Nice mais donne la viguerie de Barcelonnette à la France.
Entre 1719 et 1772 le duché de Savoie, devenu en 1720 royaume de Piémont-Sardaigne, se dote à Villefranche d'un port royal : La Darse de Villefranche-sur-Mer.
La guerre de Succession d'Autriche éclate en 1744. Les Gallispans (troupes franco-espagnoles) prennent Nice sans combat. Presque tout le comté est occupé, sauf Saorge. La contre-offensive austro-piémontaise a lieu en 1746. Les Français sont chassés du comté et les Piémontais occupent la Provence. Grasse, Cannes et les îles de Lérins sont occupées quelques mois. Antibes résiste. En 1747, les Gallispans ré-occupent le comté de Nice (sauf Saorge). En février 1749, le traité d'Aix-la-Chapelle rend le comté au Piémont.
À Monaco, la ligne mâle des Grimaldi disparaît avec la mort d'Antoine Ier en 1731. Sa fille, Louise Hippolyte, qui a épousé le comte de Goyon, transmet le nom de Grimaldi à son mari. Cette seconde famille Grimaldi règne à Monaco de 1731 à 1949.
Victor Amédée II entreprend d'importantes réformes. En 1729, le collège des Jésuites est fermé. Des écoles royales sont créées à Nice et à Sospel. Une école de médecine est ouverte à Nice. En 1775, la réforme municipale aligne les institutions municipales du comté de Nice sur celles du Piémont.
Charles Emmanuel III ordonne la modernisation du port de Nice. Le bassin Lympia est creusé à partir de 1749. Le chemin de Rauba Capeù est construit pour relier la ville au port. La route entre Nice et Turin est rendue carrossable de 1780 à 1788. Une inscription de 1784, gravée dans les gorges de Saorge, signale que Victor Amédée III a fait améliorer la route.
La destruction du château et des murailles de Nice, en 1706, marque la fin du rôle militaire de la ville qui, dès lors, s'étend et s'embellit. Le Pré aux Oies (actuelle rue Saint-François-de-Paule) fait l'objet d'un plan d'urbanisme en 1717 (l'église Saint-François-de-Paule est construite en 1736). Les Terrasses sont construites au bord de la mer pour servir de lieu de promenade. La place Victor-Amédée-II (aujourd’hui place Garibaldi) est aménagée.
La frontière entre le comté de Nice et la France est légèrement modifiée. En 1718, Le Mas est donné à la France en échange du maintien dans le comté de Nice d'Entraunes et de Saint-Martin-d'Entraunes, détachés de la viguerie de Barcelonette devenue française par le traité d'Utrecht en 1713. Le traité de Turin, en 1760, rectifie des anomalies de frontières. Guillaumes est cédée par la France et doit détruire ses fortifications. Roquestéron-Grasse est formée par la partie de Roquestéron située au sud de l'Estéron et cédée à la France.
À la fin du XVIIIe siècle, en Provence orientale, la ville la plus importante est Grasse, avec 9500 habitants en 1765 (11500 en 1790). Cannes compte 3550 habitants et Antibes 3450 habitants. Dans le comté de Nice, la ville la plus importante est Nice, avec 16500 habitants en 1755. Sospel compte 4100 habitants et Villefranche-sur-Mer 3500 habitants. Sospel est donc la deuxième ville du comté. Au XVIIIe siècle, elle possède une société littéraire de 140 membres. La population de Monaco est estimée à 1000 habitants et celle de Menton à 3000.
Des étrangers, Britanniques et Français, commencent à passer l'hiver à Nice. On compte 300 Britanniques pendant l'hiver 1784-1785. La plupart habitent le quartier de la Croix de Marbre.

## Époque contemporaine

### Révolution, Consulat et Empire
- Département le 4 février 1793 (comté de Nice)
- Acquisition du 14 février 1793 (Monaco)
- Acquisitions de 1793 à 1794 (Perinaldo, ...)
- Acquisition en 1805 (Ligure)
- Indépendance de Monaco en 1814
- Territoires sardes en 1860 (province de Porto Maurizio)
- Territoires sardes en 1860 (province de Coni)

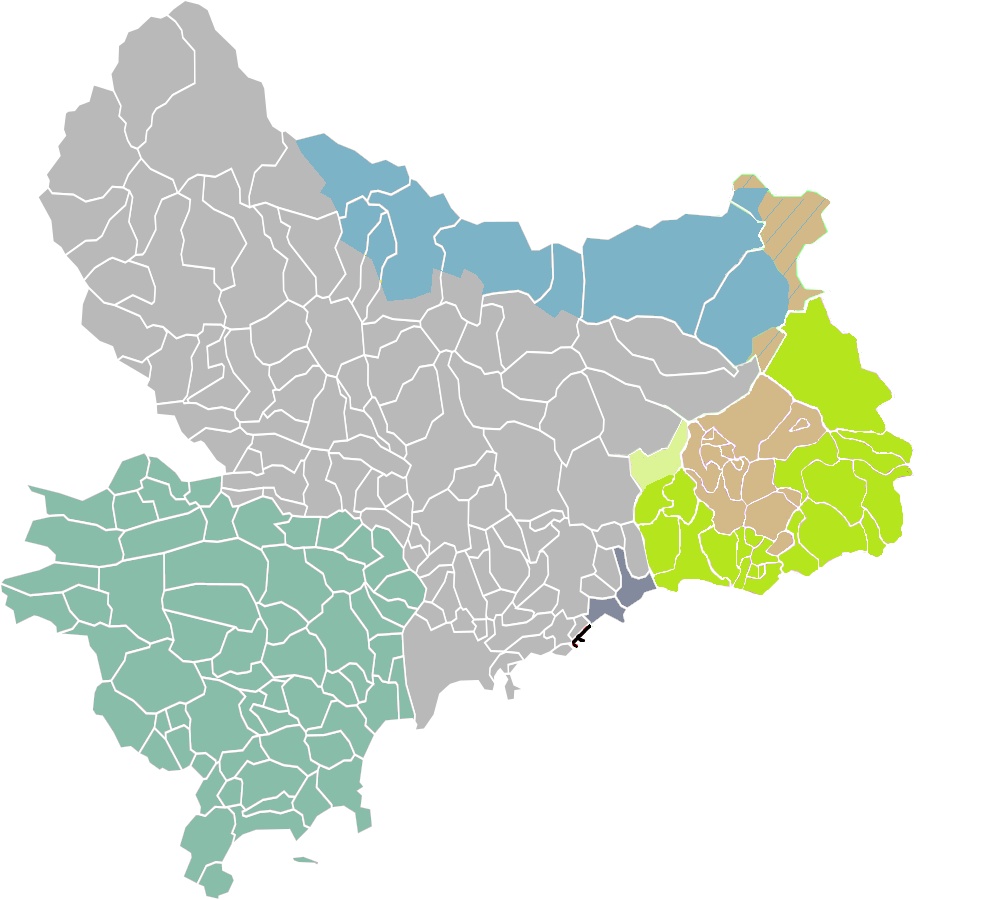
Evolution territoriale
Acquisitions de 1793 à 1794 (Perinaldo, ...)
Rattachement de l'est du Var le 15 mai 1860 (Grasse)
Acquisition du 2 février 1861 (Menton et Roquebrune)
- Acquisition du 10 février 1947 (Tende, La Brigue et Piène)

En 1789, la région de Grasse prépare la réunion des États généraux. Deux frères Mougins de Roquefort sont élus députés : le premier, Jean Joseph Mougins de Roquefort, est maire de Grasse et le second, Antoine Boniface Mougins de Roquefort, est curé à Grasse.

Carte des Alpes-Maritimes (1800)

En janvier 1790, la Constituante supprime les divisions administratives de l'Ancien Régime. La région de Grasse fait partie du département du Var. Grasse est chef-lieu du département de 1793 à 1795. Le pays grassois est divisé en deux districts : Grasse (11 cantons) et Saint-Paul (5 cantons).
Dès 1789, des émigrés français, surtout des nobles et des prêtres provençaux, arrivent à Nice. En septembre 1792, ils sont environ 2 000.
De 1791 à 1793, les trois districts (Menton, Nice et Puget-Théniers) du département des Alpes-Maritimes fournirent deux bataillons de volontaires nationaux.
En avril 1792, la guerre éclate entre la France et l'Autriche. Le roi de Piémont-Sardaigne s'allie à l'Autriche. Au début du mois de septembre 1792, les troupes françaises commandées par le général d'Anselme s'installent à Saint-Laurent. Masséna se trouve parmi les officiers placés sous les ordres de d'Anselme. Les troupes piémontaises évacuent Nice et se replient sur Saorge. Le 29 septembre, les troupes françaises pénètrent dans Nice. Elles sont accueillies par l'évêque Valperga, qui leur demande de rétablir l'ordre.
À Nice, une Société populaire, mise en place et contrôlée par le représentant en mission Barras, encadre la population. En décembre 1792, la plupart des communautés contrôlées par les Français votent par plébiscite leur réunion à la France. Le 31 janvier 1793, la Convention déclare que le comté de Nice fait partie intégrante de la République. Le département des Alpes-Maritimes est créé en février 1793. La principauté de Monaco, envahie par les Français, lui est rattachée. Deux représentants en mission, l'abbé Grégoire et Jagot, arrivent à Nice pour organiser le nouveau département.
Le 17 avril 1793, les Alpes-Maritimes élisent trois députés à la Convention : Joseph Séraphin Dabray, Jean Dominique Blanqui et Ruffin Castus Massa.
Le département des Alpes-Maritimes est divisé en trois districts : celui de Nice (8 cantons), celui de Puget-Théniers (7 cantons) et celui de Menton (5 cantons).
Une partie du nouveau département n'est pas contrôlée. En octobre 1792, les troupes françaises atteignent L'Escarène, Sospel, Breil, Lantosque, Gilette et Puget-Théniers. Les hautes vallées de la Tinée, de la Vésubie et de la Roya restent aux mains des Piémontais, dirigée par le général niçois Thaon de Revel. En juin 1793, le général français Brunet est battu dans l'Authion. Les chefs-lieux de districts sont repliés de Menton à Monaco (rebaptisée Fort-Hercule) et de Puget-Théniers à Roquestéron, jusqu'en août 1794. En novembre 1793, les Français dégagent Utelle. En avril 1794, Masséna prend Saorge et Tende. Le comté de Nice est entièrement contrôlé par les Français, même si une résistance intérieure, les barbets, dure quelques années. Par le traité de Paris (15 mai 1796), le roi de Piémont-Sardaigne renonce au comté de Nice.
La guerre reprend en 1799. Les troupes autrichiennes réoccupent Nice et une partie de l'ancien comté en mai 1800. Le fort du Mont-Alban résiste. Les Alpes-Maritimes sont reprises par les troupes françaises en juin.
En février 1800, le département est divisé en trois arrondissements : Nice, Puget-Théniers et Monaco. Le premier préfet, Flourens, arrive à Nice en mai 1800. Il est rapidement remplacé par le comte Châteauneuf-Randon. En mai 1805, la France annexe la République ligurienne (Gênes). La partie la plus occidentale de ce territoire, jusqu'à la rive droite du Taggia, est rattaché au département des Alpes-Maritimes. Ce dernier compte dès lors trois arrondissements : Nice (13 cantons), Puget-Théniers (7 cantons) et San Remo (7 cantons).
En 1801, Mgr Colonna d'Istria succède à Mgr Valperga. Un nouveau préfet, Dubouchage, arrive à Nice en mai 1803. Le Lycée impérial est ouvert en 1812. Les travaux de la route de la Grande Corniche, qui doit relier Nice à Gênes, comment en 1805.
À la suite de l'abdication de Napoléon Ier, le 6 avril 1814, la France renonce au département des Alpes-Maritimes. Le 6 mai, le conseil municipal de Nice se rallie à la monarchie piémontaise. Le gouverneur français de Nice, le général Eberlé, fait évacuer les troupes françaises du département. Le 18 mai, Dubouchage quitte Nice. Il est remplacé par un intendant général nommé par Turin, J. François Fighiera.

### De 1815 à 1848
Par le premier traité de Paris du 30 mai 1814, Victor Emmanuel Ier récupère le Piémont, le comté de Nice et la Savoie. La principauté de Monaco est restaurée et placée sous le protectorat de la France. Après la victoire des coalisés à la bataille de Waterloo (18 juin 1815), l’arrondissement de Grasse (alors dans le département du Var) est occupé par les troupes autrichiennes de juin 1815 à novembre 1818 (voir occupation de la France à la fin du Premier Empire).
À Nice, l'intendant Fighiera rétablit l'ancien régime administratif. Le conseil municipal délibère en italien. Le Sénat et le consulat de mer sont restaurés. L'enseignement se fait en italien. Le Lycée impérial est fermé. Des collèges royaux, tenus par des jésuites, sont ouverts à Nice et à Sospel. Les écoles de droit et de médecine sont rétablies. Les personnes qui ont servi le régime français de 1792 à 1814 ne sont pas inquiétées.
Le 1er mars 1815, Napoléon Ier, venant de l'île d'Elbe, débarque à Golfe-Juan. D'anciens soldats des armées françaises, originaires du comté, franchissent le Var et se mettent à son service. Antibes refuse de se rallier à lui. Napoléon part vers Cannes et bivouaque devant la ville. Le lendemain, la troupe impériale traverse Grasse, Saint-Vallier, Escragnoles et atteint Séranon. Le 3 mars, les soldats se dirigent vers Castellane et quittent le département du Var. Le 8 mars, une flotte britannique se présente devant Antibes, qui refuse de laisser débarquer les troupes. Le 14 avril, Masséna hisse le drapeau tricolore sur le Fort-Carré d'Antibes, à la place du drapeau blanc des Bourbons. Il est ensuite nommé gouverneur de Paris. Après Waterloo, les troupes austro-piémontaises envahissent l'arrondissement de Grasse. Le Fort-Carré d'Antibes se rend le 27 juillet 1815.
Par le second traité de Paris (20 novembre 1815), le comté de Nice est confirmé au roi de Piémont-Sardaigne, qui reçoit en plus le protectorat sur Monaco. La république de Gênes est supprimée et annexée au Piémont-Sardaigne.
Une importante réforme administrative est promulguée le 10 novembre 1818. Le royaume de Piémont-Sardaigne se compose désormais de divisions, elles-mêmes formées de provinces, subdivisées en mandements (cantons) et en communes. Nice devient le chef-lieu de la division de Nice qui comprend trois provinces : Nice, San Remo et Oneille. La province est dirigée par un intendant général et par un gouverneur. La province de Nice perd Pigna et Roquetta, qui faisaient partie de l'ancien comté.
Les troubles de 1821 ne touchent pas Nice. Victor-Emmanuel Ier abdique en faveur de son frère, Charles-Félix.
En 1826, le roi Charles-Félix confirme les anciens privilèges du port franc. En remerciement, les négociants de la ville lui élèvent une statue, située place Bellevue (aujourd'hui Guynemer), face au port Lympia. En 1830, le bassin est agrandi par l'ingénieur Lunel.
La ville se développe. En 1825, le Pont-Neuf est construit sur le Paillon. Il réunit deux places : la nouvelle place Masséna, carrée, située au nord, construite par l'architecte Vernier, et la place Charles-Albert, en hémicycle, au sud. En 1832, la ville créé une commission de neuf membres, le Consiglio d'Ornato, chargé de planifier l'aménagement et l'embellissement de la ville. L'église Saint-Jean-Baptiste, dite du Vœu, est construite en 1839 pour remercier la Vierge d'avoir sauvé la ville d'une épidémie de choléra en 1832. Les hivernants britanniques commencent à fréquenter la ville. Un Guide des étrangers est publié par Rancher, en 1827.
Cannes devient à son tour une ville de séjour hivernal et aristocratique. En 1834, le choléra atteint les régions méditerranéennes. Le comte de Cessole, président du conseil de santé de Nice, décide d'établir un cordon sanitaire entre la France et la comté. Lord Brougham, qui se dirige vers l'Italie, est arrêté sur le pont du Var. Il décide de s'installer à Cannes. En 1835, il achète un terrain sur la colline de la Croix des Gardes et y fait venir des amis. En 1843, Cannes compte une colonie britannique de 25 familles.

### De 1848 à 1870
À Monaco, le prince Florestan Ier doit fait faire au mécontentement grandissant de la population. Le 4 novembre 1847, des troubles ont lieu à Menton. Le prince relève de ses fonctions officielles un riche négociant, Charles Trenca, qui était commandant des carabiniers du prince et qui devient le meneur de l'insurrection. Le 21 février 1848, devant une agitation persistante, Florestan Ier accorde une constitution. Le 2 mars, des bourgeois mentonnais créent une commission provisoire de gouvernement qui, le 21 mars, proclame la déchéance des Grimaldi et l'érection de Menton et de Roquebrune en villes libres placées sous la protection de la Sardaigne. En juin, un plébiscite décide le rattachement des deux communes à la Sardaigne. En septembre, le gouvernement de Turin déclare que les lois piémontaises s'appliqueront à Menton et Roquebrune. Les deux villes sont annexées de fait.
Un parti français apparaît à Nice à la fin de l'année 1847. À partir de janvier 1848, il publie un journal, L'Écho des Alpes-Maritimes, qui devient L'Avenir de Nice à partir de juillet 1850. Le parti est surtout composé de négociants.
Charles-Albert proclame le 16 mars 1848 une constitution pour le royaume de Piémont-Sardaigne : le Statuto. La loi du 7 octobre 1848 dote les provinces d'un Conseil provincial élu au suffrage censitaire, qui assiste le gouverneur. Les conseils communaux et les syndics sont également élus au suffrage censitaire. Le ghetto juif de Nice, la Giudaria créée en 1430 et située dans l'actuelle rue Benoît Bunico, est supprimé et les Juifs obtiennent enfin les mêmes droits que les catholiques.
La proclamation de la Deuxième République, en février 1848, est très bien accueillie dans le Var et dans l'arrondissement de Grasse. Le coup d'État du 2 décembre 1851 provoque des troubles. Plusieurs républicains français fuient la répression et se réfugient à Nice.
En 1851, le gouvernement de Turin décide de supprimer les franchises du port de Nice, ce qui provoque de vives réactions des négociants et quelques troubles. Le port franc est néanmoins supprimé en 1853. Le gouvernement accorde, en échange, un certain nombre de travaux : construction de routes dans le haut-pays, réalisation d'un nouveau pont pour desservir la vallée de l'Estéron (pont Charles-Albert), endiguement du Var.
À la suite des accords de Plombières, le Traité de Turin est signé le 14 mars 1860 et rendu public le 24 mars 1860. Il prévoit que la France, en échange de son aide militaire au Piémont pour réaliser l'unité de l'Italie, recevra le comté de Nice et la Savoie, après une consultation des populations.
Le plébiscite a lieu les 15 et 16 avril 1860, au suffrage universel masculin. Menton et Roquebrune, qui n'ont jamais fait partie de comté de Nice, sont également consultées. Les résultats donnent 25743 "oui", 160 "non" et 30 nuls, pour 30712 inscrits. La Chambre des députés de Turin ratifie la cession de Nice le 29 mai, et le sénat le 11 juin. Le comté de Nice est remis à la France le 14 juin. Le département des Alpes-Maritimes est créé le 23 juin. Le prince de Monaco abandonne ses droits sur Menton et Roquebrune le 2 février 1861, contre un dédommagement. La frontière entre les Alpes-Maritimes et le Piémont est fixée en mars 1861. Tende et La Brigue restent italiennes.
Le nouveau département des Alpes-Maritimes est composé de trois arrondissements : Nice, Puget-Théniers et Grasse, ce dernier étant détaché du département du Var. Nice perd sa Cour d'appel, malgré les protestations des juristes niçois qui perdent une part importante de leur clientèle. Les écoles de droit et de médecine sont également supprimées.
Le Second Empire lance d'importants travaux d'infrastructures dans la vallée de la Vésubie et la vallée du Var. La Basse Corniche est ouverte en 1862. Le pont sur le Var est construit de 1862 à 1864. Le train arrive à Nice en 1864 et à Menton en 1869.

### De 1870 à 1914
Cette période est marquée par l'essor de l'activité touristique, qui modifie profondément l'économie et la société du département. Il s'agit d'un tourisme exclusivement hivernal (de fin novembre à début mai) et très aristocratique. La reine Victoria passe l'hiver à Menton en 1882 et réside à Cimiez de 1895 à 1899. Le roi des Belges Léopold II achète des propriétés au Cap Ferrat et à Villefranche. Le département attire également des hauts personnages de la politique et de la finance, des écrivains et des artistes. En 1887, l’écrivain Stephen Liégeard crée le terme « Côte d’Azur » en publiant un livre intitulé La Côte d’azur. La présence d'une clientèle très aisée provoque un afflux de capitaux, en particulier dans l'immobilier. En 1892, le fondateur du Crédit lyonnais, Henri Germain, ouvre le boulevard de Cimiez. L'activité touristique provoque également l'essor de la culture florale. Les hivernants sont les premiers acheteurs et les premiers expéditeurs de fleurs. Le nombre d'hivernants à Nice passe de 8000 en 1881-1882 à 30 000 en 1879-1880 puis 150 000 en 1913-1914. En 1914, les Français sont les plus nombreux, puis les Britanniques, les Allemands, les Russes et les Suisses.
L'hôtellerie se développe. Le nombre d'hôtels, à Nice, passe de 35 en 1861 à 130 en 1900 puis 200 en 1914. Il s'agit d'un phénomène nouveau, puisque auparavant les hivernants louaient des villas. Les hôtels sont d'abord construits sur les hauteurs, à partir de 1885 : Riviera Palace, Excelsior Regina, Majestic. Au début du XXe siècle, les hôtels sont construits en bord de mer : Negresco (1912), Ruhl (1913). Le premier casino, le casino municipal, est ouvert en 1884 au-dessus du Paillon, à l'est de la place Masséna (sur l'emplacement actuel du forum Jacques-Médecin). Le casino de la Jetée Promenade est construit en 1891. Nice compte, en 1914, cinq casinos. Des fêtes sont organisées pour distraire les hivernants. Le carnaval est réorganisé en 1873. Il devient un spectacle discipliné, avec un thème central. La première bataille des fleurs sur la promenade des Anglais est organisée en 1876.
Cannes devient la station la plus élégante. Les premiers travaux d'aménagement de la Croisette sont réalisés entre 1865 et 1872. Le casino de la Croisette est inauguré en 1907 et l’hôtel Carlton en 1912. Les hivernants arrivent aussi à Menton. À partir de 1880, ils font construire des villas dans la baie de Garavan et au cap Martin. Antibes, en revanche, reste à l'écart. Ses murailles sont détruites de 1894 à 1900. La ville compte, en 1914, quelques centaines d'hivernants seulement.
La population du département augmente rapidement et passe de 199 000 habitants en 1872 à 356 300 habitants en 1911. Le haut pays est touché par l'exode rural depuis la fin des années 1840. La population des villes du littoral augmente fortement. Nice passe de 44 000 habitants en 1856 à 143 000 habitants en 1911. Antibes passe de 6 500 habitants en 1856 à 12 100 habitants en 1911. Cannes passe de 5 800 habitants en 1856 à 29 600 habitants en 1911. Menton, enfin, passe de 4 800 habitants en 1856 à 18 000 habitants en 1911. Cet essor démographique est essentiellement dû à l'immigration, surtout italienne, qui travaille dans le bâtiment.
Les professions liées à la fonction d'accueil se développent : hôtellerie, mais aussi commerce, banque et bâtiment.

### La Première Guerre mondiale et l'entre-deux-guerres
Pendant la Première Guerre mondiale, le département, surtout le littoral, se transforme en centre d'accueil pour les réfugiés et les blessés. De nombreux hôtels sont transformés en hôpitaux. Nice, à elle seule, perd près de 4 000 hommes. Après le révolution de 1917, des émigrés russes s'installent à Nice.
Après la guerre, le tourisme change. La clientèle aristocratique est remplacée par la bourgeoisie. Le standing des hôtels baisse. Les grands palaces connaissent d'importantes difficultés. L'hôtel du Parc Impérial, à Nice, ferme en 1925. Il est transformé en lycée en 1930 (lycée du Parc-Impérial). On construit désormais des hôtels plus petits et des meublés. La clientèle à long séjour cède la place aux touristes de passage. Le Palais de la Méditerranée est ouvert en 1929, à Nice.
Dans les années 1930, le tourisme souffre de la crise, surtout à partir de 1936-1937. De nombreux palaces ferment et sont vendus par appartements. La saison d'été commence à se développer au détriment de la saison d'hiver, tandis que le tourisme populaire commence à se développer grâce aux congés payés, à partir de 1936. Le succès de la saison d'été est plus rapide à l'ouest du Var, à Cannes et surtout à Juan-les-Pins, qui ouvre un casino en 1928.
La population du département passe de 356 000 habitants en 1911 à 514 000 habitants en 1936. Les années 1920 connaissent une très forte augmentation due à l'immigration. Le département est un de ceux où la population étrangère est la plus élevée (34 % de la population du département en 1926). Cette immigration est essentiellement italienne (plus des deux tiers). Dans les années 1930, la population augmente à un rythme plus faible. Le déficit naturel s'aggrave et le nombre d'étrangers diminue. De nombreux Français, en revanche, viennent s'installer.
La vie politique est agitée. Elle est organisée autour de deux journaux : L'Éclaireur de Nice, conservateur, et Le Petit Niçois, radical socialiste. La période est dominée par des personnalités modérées, mais la gauche se renforce grâce à la progression du parti communiste. La coupure entre la gauche et la droite se renforce dans les années 1930. Les électeurs du département désignent, en 1936, trois députés du Front populaire, dont Virgile Barel, et trois députés de droite. Jean Médecin est élu maire de Nice en 1928, député en 1932 et sénateur en 1938. L'extrême droite se développe à partir de 1932, avec Joseph Darnand. Plusieurs personnalités niçoises adhèrent au PPF de Jacques Doriot.

### La Seconde Guerre mondiale
Le département est particulièrement touché en raison de l'entrée en guerre de l'Italie qui engage les hostilités contre la France le 10 juin 1940. Mussolini espère récupérer Nice et la Savoie, mais les troupes françaises contiennent les troupes italiennes. Après l’armistice du 24 juin 1940 signé avec l’Italie, qui suit celui conclu avec l’Allemagne deux jours plus tôt, les Alpes-Maritimes font partie de la zone libre, sauf les communes d'Isola et de Fontan, toutes deux partiellement occupées, et la ville de Menton en totalité, qui sont annexées de fait.
Le 10 juillet, l'Assemblée nationale vote les pleins pouvoirs à Pétain. Pour les Alpes-Maritimes, les députés Léon Baréty et Jacques Bounin et les sénateurs Louis Louis-Dreyfus et Jean Médecin votent pour, tandis que le député Jean Hennessy vote contre. Enfin trois députés, Édouard Jonas, qui a quitté la France pour les États-Unis en juin 1940, et les communistes Virgile Barel et Henri Pourtalet, qui sont emprisonnés depuis l'automne 1939, ne prennent pas part au scrutin.
Le Conseil général est supprimé et remplacé par une commission administrative dont les membres sont nommés par le ministère de l'Intérieur. Les maires des villes de plus de 2 000 habitants sont également nommés par le gouvernement. À Nice, Jean Médecin est confirmé dans ses fonctions.
La première section départementale de la Légion française des combattants est créée à Nice le 5 octobre 1940. À la fin de l'année 1941, elle compte 50 000 adhérents.
La situation économique est difficile. L'horticulture, le trafic portuaire et l'hôtellerie sont en crise. Les studios de la Victorine, en revanche, connaissent un essor de leur activité. De nombreux cinéastes ont en effet fui la zone nord, occupée par les nazis.
À la suite du débarquement des Alliés au Maroc et en Algérie, les Alpes-Maritimes sont occupées par l’Italie fasciste de novembre 1942 à septembre 1943. C'est la fin de la zone libre. De nombreux Juifs (plus de 3000) fuient les Allemands et s'installent dans le département. Les Italiens s'opposent à leur arrestation et facilitent leur fuite vers l'Italie. Le Service du travail obligatoire (STO) est instauré en février 1943. Sur 11 500 requis, 3 200 personnes seulement partent. La Résistance se développe, des maquis apparaissent dans l'arrière-pays, cependant qu'une presse clandestine voit le jour. En juillet 1943, Jean Médecin est écarté de la mairie de Nice. Il affirme son attachement à Pétain mais proclame le caractère français de Nice et refuse de débaptiser la promenade des Anglais.
Après la capitulation de l'Italie, le 8 septembre 1943 (armistice de Cassibile), les Allemands pénètrent dans les Alpes-Maritimes et remplacent les Italiens. Les autorités françaises réintègrent Menton, Fontan et Isola, qui cessent d'être annexées par l'Italie. La situation des Juifs, jusqu'alors protégés par l'armée italienne, devient très précaire. On estime à environ 6 000 (sur 25 000) le nombre de juifs déportés dans le département.
Les alliés commencent à bombarder le département. Le pont du Var est touché plusieurs fois entre novembre 1943 et août 1944. Saint-Laurent-du-Var est particulièrement endommagée. La gare de marchandises de Saint-Roch, à Nice, est bombardée le 26 mai 1944 (284 morts, 100 disparus, 480 blessés, 600 immeubles détruits ou endommagés). Le bombardement de La Bocca cause 40 morts et 160 blessés. Les Allemands détruisent le casino de la Jetée-Promenade, à Nice.
Jean Médecin est arrêté par la Milice et interné à Belfort en juin 1944.
Les nazis commettent de nombreuses exactions. Le 11 juin 1944, cinq élèves du lycée Masséna de Nice sont exécutés à Saint-Julien-du-Verdon (Basses-Alpes). Le 7 juillet 1944, les résistants Torrin et Grassi sont pendus sur l'avenue de la Victoire. Le 12 août, 15 maquisards français et italiens sont fusillés à Sospel. Le 15 août, 22 prisonniers, dont trois femmes, sont fusillés à L'Ariane.
Les Américains débarquent en Provence le 15 août 1944. Ils pénètrent le 25 août à Cannes et à Grasse, et le 26 à Antibes, Cagnes et Vence. Nice se libère elle-même le 28 août et les Américains entrent dans la ville le 30. La majeure partie du département est libérée le 6 septembre 1944.
les combats continuent en octobre 1944 dans la vallée de la Bévéra. Le village de Castillon est détruit. Sospel, qui a beaucoup souffert des bombardements américains, est libérée le 28 octobre 1944. Pendant l'hiver 1944-1945, la haute vallée de la Roya, le massif de l'Authion et les crêtes frontalières de la Vésubie et de la Tinée sont toujours occupés par les Allemands. Les habitants de Breil, Fontan et Saorge sont évacués à Turin. En avril 1945, les combats se déroulent dans la haute vallée de la Roya. Le 9 avril 1945, le général de Gaulle annonce à Nice une nouvelle offensive. Le 12, les Français prennent L'Authion. Breil est libérée le 13 et Tende, La Brigue et Vintimille sont occupées le 14.
Des délégations spéciales sont mises en place pour remplacer les conseils municipaux instaurés par Vichy. À Nice, Virgile Barel est nommé le 19 septembre 1944 président de la délégation spéciale de Nice.
Quelques exécutions sommaires ont lieu, notamment à Antibes où dix personnes sont fusillées le 23 septembre 1944 au Fort-Carré. Les tribunaux ne sont pas très sévères. Sur 4487 inculpés, 24 sont condamnés à mort, dont les trois quarts sont graciés.
Jean Médecin et J. Bounin, entré dans la Résistance et devenu commissaire de la République à Montpellier, sont déclarés éligibles par le gouvernement.
La guerre a brisé l'essor démographique du département, qui passe de 514 000 habitants en 1936 à 453 000 habitants en 1946. Le nombre des étrangers a diminué de moitié. Certaine communes, proches de la frontière, ont été particulièrement touchées. Menton passe de 21 700 habitants en 1936 à 13 800 habitants en 1946. Breil a perdu 46 % de sa population, Sospel 44 % et Lantosque 36 %. Le village de Castillon reçoit la croix de guerre. Il est passé de 301 habitants en 1936 à 47 habitants en 1946. Un nouveau village est reconstruit, à plusieurs kilomètres de l'ancien. Le département est classé dans le tiers des départements les plus ravagés par la guerre. 16 000 immeubles ou bâtiments publics ont été détruits, en partie ou totalement.

### De 1945 à nos jours
Jean Médecin ne se présente pas aux élections municipales d'avril-mai 1945, qui sont remportées par la liste SFIO-MRP. L'avocat socialiste Jacques Cotta est élu maire de Nice.
En septembre 1947, conformément au traité de Paris signé en février de la même année, les communes de Tende et de La Brigue (ainsi que des parties des communes des hautes vallées de la Vésubie et de la Tinée, dont une partie de la commune d'Isola) restées italiennes depuis 1860, sont rattachées à ce département. Le 12 octobre suivant, cette annexion est confirmée par un référendum qui se tient à Tende, La Brigue, ainsi que dans les hameaux de Piène et Libre.
Le tourisme reprend lentement et il faut attendre 1948 pour retrouver un niveau comparable à celui de 1938. Le département se relève difficilement des dommages causés par la guerre. La saison d'été l'emporte peu à peu sur la saison d'hiver. Le premier festival international du film de Cannes a lieu en 1947.
La presse est représentée par deux titres : Nice-Matin (à l'origine socialiste) et Le Patriote de Nice (communiste), tous deux créés en 1945.
À la suite des élections cantonales de septembre 1945, Virgile Barel est élu président du Conseil général. Les élections municipales d'octobre 1947, à Nice, sont remportées par Jean Médecin, qui redevient maire. Nice est la seule grande ville de France à ne pas être touchée par le raz-de-marée gaulliste du RPF. L'équilibre des forces politiques se déplace ensuite progressivement de gauche à droite. Les élections législatives de 1945 aboutissent à la victoire de 3 communistes, 1 socialiste et 1 modéré (Jean Médecin). Celles de juin 1946 sont remportées par 2 communistes, 1 socialiste et 2 modérés et celles de novembre 1946 par 2 communistes et 3 modérés. Les élections législatives de juin 1951 sont remportées, grâce au système des apparentements, par 3 modérés et 2 gaullistes apparentés. Le département se caractérise alors par une majorité modérée et conservatrice, dirigée par Jean Médecin et son parti, le Rassemblement Républicain, et une forte minorité de gauche dominée par le PCF.
Le tourisme prend son essor à partir des années 1955-1960. Il s'agit alors d'un tourisme de masse, dont l'apparition est lié au développement des moyens de transport individuels et à l'amélioration du niveau de vie. Sur le littoral, il s'agit essentiellement d'un tourisme estival, même si des fêtes comme le carnaval de Nice ou la fête des citrons de Menton, continuent d'attirer des touristes en hiver. Les ports de plaisance se multiplient. Le premier port privé, le port Canto, est construit à Cannes en 1964. Le département compte, en 1990, 28 ports de plaisance. Le tourisme hivernal se développe dans le haut pays. La station de ski d'Isola 2000 est ouverte en 1971. Le tourisme d'affaires et de congrès est développé pour lutter contre les périodes creuses. De nouveaux palais des congrès sont construits à Monaco en 1978, Cannes en 1982 et Nice en 1984. Les casinos, en revanche, connaissent une période de crise. Le Palais de la Méditerranée, à Nice, est fermé en 1978.
L'arrivée des Pieds-Noirs, à partir de 1962, modifie profondément la population locale. Le département se place en 3e position, au niveau national, pour l'accueil des réfugiés d'Algérie, derrière la Seine et les Bouches-du-Rhône.
Sur le plan politique, le quotidien Nice-Matin, devenu de droite, établit son hégémonie. Le Patriote Côte d'Azur cesse d'être quotidien et devient hebdomadaire en 1969. La vie politique dans le département est dominée par Jean Médecin, maire de Nice de 1947 à sa mort en décembre 1965, président du Conseil général de 1951 à 1961, secrétaire d'État en 1955. Après sa mort, le paysage politique départemental est dominé par son fils Jacques Médecin, élu maire de Nice en février 1966 et président du Conseil général en 1973. Il conserve ses deux mandats jusqu'en septembre 1990, date à laquelle il démissionne et s'enfuit en Uruguay pour éviter d'être extradé et mis en examen.
Au cours des années 1970, 1980 et 1990, le département connaît de graves problèmes de corruption et de clientélisme.
À partir des années 1970, le département est nettement ancré à droite. Lors des élections législatives de 1978 et de 1988, tous les députés élus appartiennent à la droite. Aux élections présidentielles de 1981, Valery Giscard d'Estaing obtient 54,37 % au deuxième tour. Lors des élections présidentielles de 1988, Jacques Chirac obtient 59,02 % des voix au deuxième tour. Les années 1980 sont également marquées par l'essor du Front National. Le FN obtient 20,9 % des voix aux législatives de 1986 et Jean-Marie Le Pen obtient 24,2 % des suffrages au premier tour des élections présidentielles de 1988.
À partir des années 1980, la gauche est dominée par les socialistes. Lors des élections législatives de 1973 et de 1978, les candidats du PCF obtenaient plus de voix que ceux du PS. Aux élections législatives de 1981, le PCF obtient 17,6 % et le PS 33,7 %. Pour celles de 1988, le PCF remporte 8,6 % et le PS 25,9 %.
Après la fuite de Jacques Médecin, le Conseil général des Alpes-Maritimes est dirigé par Charles Ginésy, de 1990 à 2003, par Christian Estrosi, de 2003 à 2008, et par Éric Ciotti depuis fin 2008.

## Evolution

1793
1801
1805
1860-1861
1871-1947
Depuis 1947